# Mohamed Farès Jelassi
Mohamed Farès Jelassi (arabisch محمد فارس الجلاصي, DMG Muḥammad Fāris al-Ǧalāṣī, * 9. Januar 1997) ist ein tunesischer Leichtathlet, der im Sprint und Hürdenlauf an den Start geht.

## Sportliche Laufbahn
Erste internationale Erfahrungen sammelte Mohamed Farès Jelassi im Jahr 2013, als er bei den Jugendweltmeisterschaften in Donezk mit 52,96 s im Halbfinale im 400-Meter-Hürdenlauf ausschied. Im Jahr darauf startete er bei den Olympischen Jugendspielen in Nanjing und gewann dort in 50,61 s die Silbermedaille. 2016 siegte er in 10,63 s im 100-Meter-Lauf bei den Arabischen Juniorenmeisterschaften in Tlemcen und anschließend belegte er bei den U20-Weltmeisterschaften in Bydgoszcz in 52,14 s den achten Platz über 400 m Hürden. 2018 siegte er in 45,55 s im 400-Meter-Lauf bei den U23-Mittelmeer-Meisterschaften in Jesolo und sicherte sich mit der tunesischen 4-mal-400-Meter-Staffel in 3:08,58 min die Silbermedaille hinter dem italienischen Team. 2021 erreichte er bei den Arabischen Meisterschaften in Radès das Finale über 400 Meter, ging dort aber nicht mehr an den Start und im Jahr darauf gewann er bei den Afrikameisterschaften in Port Louis in 45,54 s die Bronzemedaille hinter dem Sambier Muzala Samukonga und Bayapo Ndori aus Botswana. Zudem belegte er mit der Staffel in 3:11,31 min den fünften Platz. Anschließend siegte er in 45,82 s beim Meeting de Dakar und kam anschließend bei den Mittelmeerspielen in Oran im Finale über 400 Meter nicht ins Ziel.
2021 wurde Jelassi tunesischer Meister im 400-Meter-Lauf.

## Persönliche Bestleistungen
- 100 Meter: 10,53 s (+0,1 m/s), 6. Mai 2016 in Tlemcen
- 400 Meter: 45,54 s, 10. Juni 2022 in Port Louis
  - 400 Meter (Halle): 48,59 s, 10. Februar 2017 in Luxemburg
- 400 m Hürden: 50,82 s, 22. Juli 2016 in Bydgoszcz